# Oxford (Észak-Karolina)
Oxford település az Amerikai Egyesült Államok Észak-Karolina államában, Granville megyében, melynek megyeszékhelye is. Lakosainak száma 8628 fő (2020. április 1.).

## Népesség
A település népességének változása:

| 2010 | 8 461 |
| 2020 | 8 628 |